# Apold
Apold (Apold en hongrois, Trappold en allemand, Pult en dialecte saxon) est une commune roumaine du județ de Mureș, dans la région historique de Transylvanie et dans la région de développement du Centre.

## Géographie
La commune d'Apold est située au sud du județ, à la limite avec le județ de Brașov et celui de Sibiu, sur la rivière Șaes, affluent de la rive gauche de la Târnava Mare, sur le Plateau de Târnava (Podișul Târnavelor), à 15 km au sud de Sighișoara et à 70 km au sud-est de Târgu Mureș, le chef-lieu du județ.
La municipalité est composée des quatre villages suivants (population en 2002) :
- Apold (860), siège de la municipalité ;
- Daia (557) ;
- Șaes (1 196) ;
- Vulcan (109).

## Histoire
La première mention écrite du village de Daia date de 1280, 1301 pour celui de Șaes et 1309 pour Apold sous le nom Apoldia. Les quatre villages de la commune sont des villages saxons fondés par des immigrants germaniques au Moyen Âge.
La commune d'Apold a appartenu au royaume de Hongrie, puis à l'empire d'Autriche et à l'Empire austro-hongrois.
En 1876, lors de la réorganisation administrative de la Transylvanie, Apold a été rattachée au comitat de Nagy-Küküllő.
La commune d'Apold a rejoint la Roumanie en 1920, au traité de Trianon, lors de la désagrégation de l'Autriche-Hongrie. Elle a été de nouveau occupée par la Hongrie de 1940 à 1944. Elle est redevenue roumaine en 1945.
Les habitants d'origine allemande y ont été en majorité jusqu'à la Seconde Guerre Mondiale, la commune comptait encore 1 429 Allemands en 1977 qui ont quitté la Roumanie après la révolution de 1989. Ils n'étaient plus que 21 en 2002.

## Politique
| Parti | Parti                                                 | Sièges |
| ----- | ----------------------------------------------------- | ------ |
|       | Parti social-démocrate (PSD)                          | 4      |
|       | Parti national libéral (PNL)                          | 4      |
|       | Parti Mouvement populaire (PMP)                       | 2      |
|       | Alliance des libéraux et démocrates (ALDE)            | 2      |
|       | Union nationale pour le progrès de la Roumanie (UNPR) | 1      |

## Religions
En 2002, la composition religieuse de la commune était la suivante :
- Chrétiens orthodoxes, 88,02 % ;
- Pentecôtistes, 5,62 % ;
- Baptistes, 1,39 % ;
- Réformés, 1,32 %.

## Démographie
En 1900, la commune comptait 1 434 Roumains (36,81 %), 64 Hongrois (1,64 %) et 2 135 Allemands (54,80 %).
En 1930, on recensait 1 690 Roumains (%), 71 Hongrois (1,73 %), 2 227 Allemands (54,13 %) et 120 Tsiganes (2,92 %).
En 2002, 2 150 Roumains (78,98 %) côtoient 91 Hongrois (3,34 %) et 459 Tsiganes (16,86 %). On comptait à cette date 1 031 ménages et 1 045 logements.
| 1850  | 1880  | 1900  | 1910  | 1930  | 1956  | 1977  | 1992  | 2002  |
| ----- | ----- | ----- | ----- | ----- | ----- | ----- | ----- | ----- |
| 3 721 | 3 873 | 4 050 | 3 896 | 4 114 | 3 835 | 3 418 | 2 471 | 2 722 |

| 2007  | - | - | - | - | - | - | - | - |
| ----- | - | - | - | - | - | - | - | - |
| 3 086 | - | - | - | - | - | - | - | - |

## Économie
L'économie de la commune repose sur l'agriculture, l'élevage et l'exploitation forestière.

## Communications

### Routes
La commune est située sur la route régionale DJ106 qui relie Sighișoara et Agnita dans le județ de Sibiu.

## Lieux et monuments
- Apold, église fortifiée St George du XIIIe siècle.
- Apold, église orthodoxe de 1807.
- Vulcan, église fortifiée de 1680.
- Daia, église évangélique fortifiée de 1447.
- Șaes, église évangélique de 1762.